# Franziska van Almsick
Franziska van Almsick (Berlín, 5 de abril de 1978) es una nadadora ex plusmarquista mundial alemana retirada, ganadora de un total de 10 medallas olímpicas, aunque ninguna de oro. Sus primeras medallas las logró en los Juegos Olímpicos de Barcelona 1992, a la edad de 14 años.

## Biografía
Franziska van Almsick nació Berlín Este, en la antigua República Democrática Alemana y empezó en la natación con tan sólo 5 años, consiguiendo con 7 años sus buenas clasificaciones en campeonatos infantiles de su país. Con tan sólo 11 años consiguió 9 medallas en los juegos escolares juveniles (KJS) de Alemania del Este.
Comenzó su carrera en el SC Dynamo Berlin y puso fin a la misma tras los Juegos Olímpicos de Atenas 2004.
En 1993, fue elegida nadadora del año por el Swimming World Magazine. Tuvo su primer hijo el 7 de enero de 2007.
Actualmente reside en Heidelberg, en Baden-Wurtemberg.